# Elisabeth Furtwängler

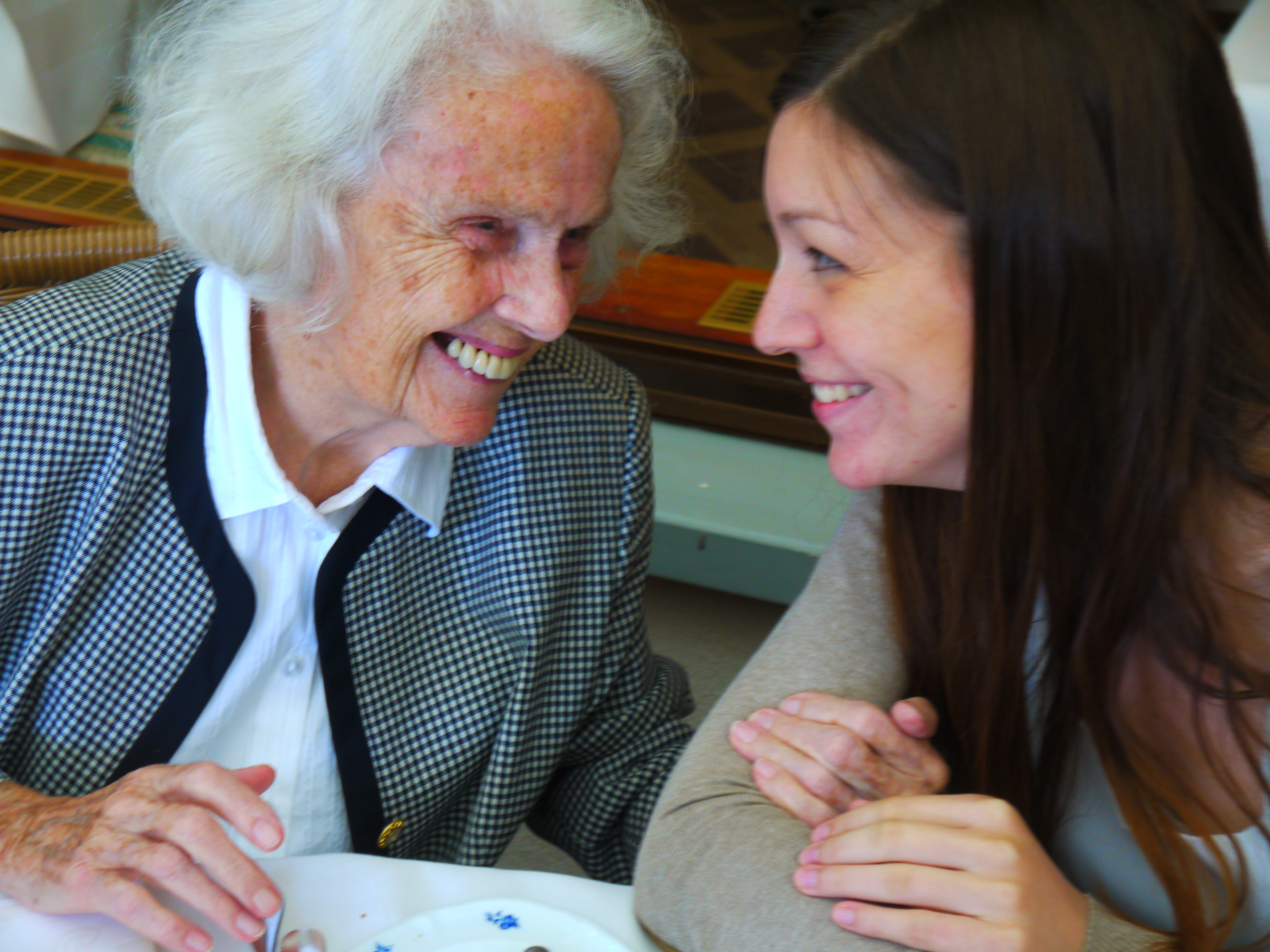
Elisabeth Furtwängler und die Musikerin Ekaterina Litvinseva in Clarens, 2012

Elisabeth Furtwängler (geborene Albert, verwitwete Ackermann; * 20. Dezember 1910 in der Waadt; † 5. März 2013 in Clarens) war eine deutsche Schriftstellerin.

## Leben
Elisabeth Furtwängler war die Enkeltochter von Heinrich Albert, dem Gründer der Chemischen Werke Albert, und gemeinsame Tochter des Industriellen Ernst Albert (1877–1911) mit der Politikerin Katharina von Kardorff-Oheimb. Nachdem ihr Vater Ernst 1911 beim Bergsteigen in den Dolomiten (Tirol) tödlich verunglückte, übernahm ihre Mutter nach intensiven Erbstreitigkeiten mit der Familie Albert die Leitung der keramischen Fabriken der Chemische Werke Albert.
Ihr erster Mann, Hans Ackermann, fiel beim Frankreich-Feldzug. Mit ihm hatte sie vier Kinder, darunter die Schauspielerin Kathrin Ackermann. In zweiter Ehe heiratete sie 1944 den Dirigenten Wilhelm Furtwängler. Die beiden hatten ein gemeinsames Kind, den Archäologen Andreas E. Furtwängler. Elisabeth Furtwängler hatte am Ende ihres Lebens über dreißig Enkel und Urenkel, eine Enkelin ist die Schauspielerin Maria Furtwängler.
Sie verfasste ein Buch über ihre Ehe mit Furtwängler und galt zuletzt als Matriarchin der Furtwängler-Familie.

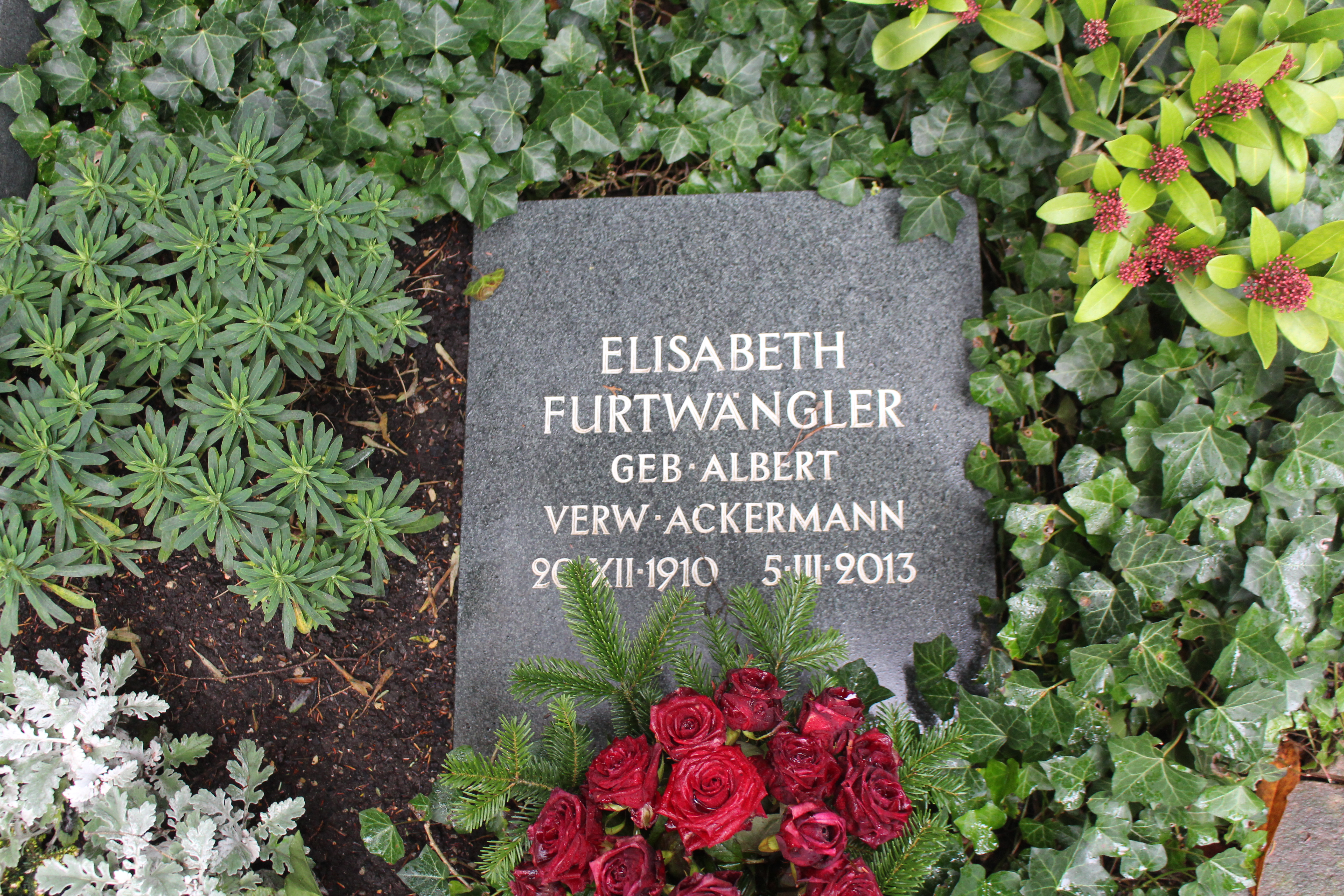
Grabstätte von Elisabeth Furtwängler auf dem Bergfriedhof Heidelberg

## Veröffentlichungen
- Über Wilhelm Furtwängler. Brockhaus, Wiesbaden 1979, ISBN 3-7653-0307-0; 4. Auflage, Atlantis-Musikbuch-Verlag, Zürich/Mainz 2006, ISBN 3-254-00269-5